# David Anfam

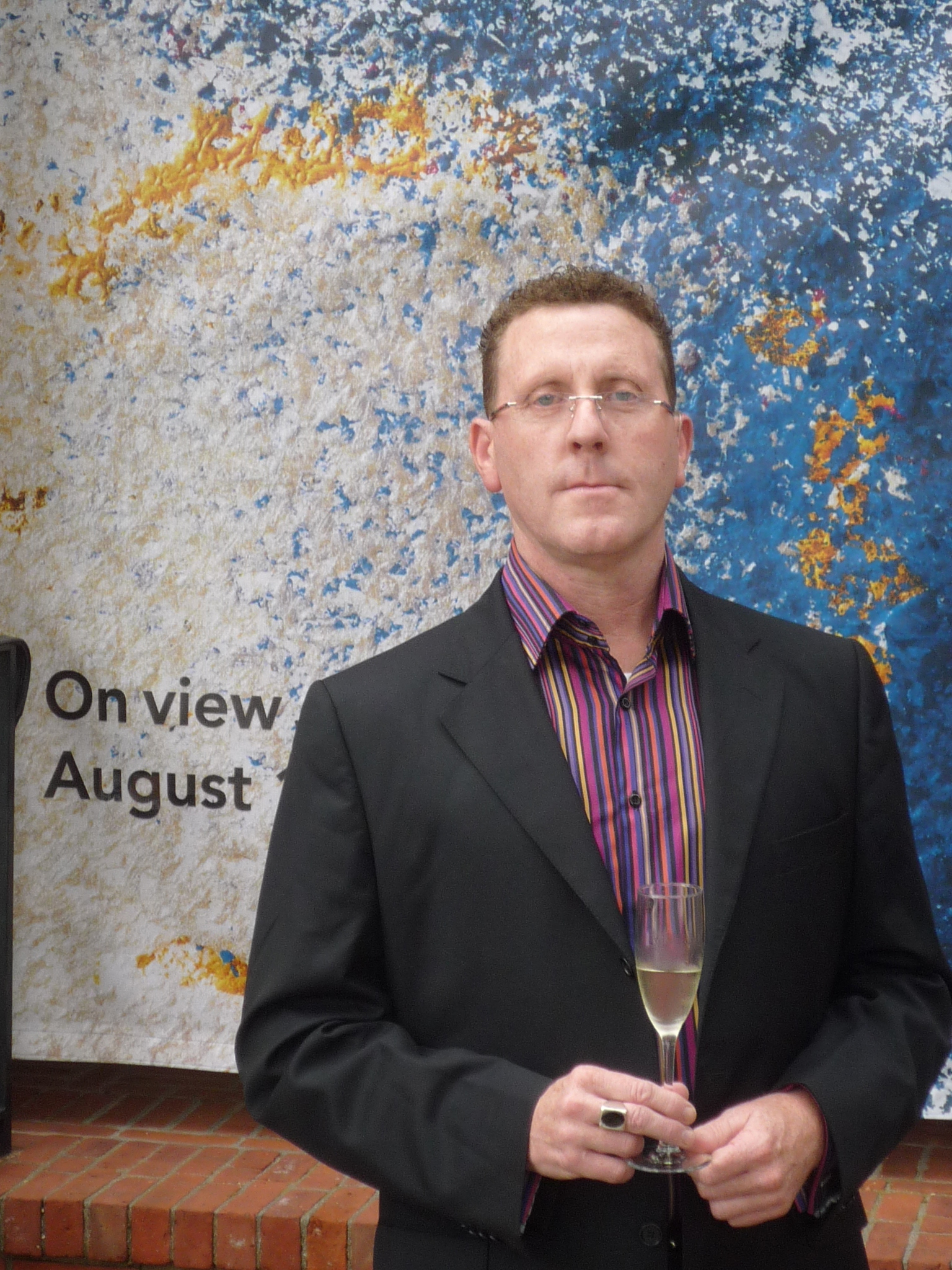
David Anfam, 2011

David Anfam (* 12. Mai 1955 in London; † 21. August 2024 ebenda) war ein britischer Kunsthistoriker, Kunstkritiker und Ausstellungskurator. Er war Kurator am Clyfford-Still-Museum in Denver und gilt als Spezialist für den Abstrakten Expressionismus.

## Leben
David Anfam studierte am Londoner Courtauld Institute, wo er 1976 zunächst mit dem Bachelor-Grad abschloss. Seinen Plan, anschließend eine Dissertation über Clyfford Still und Mark Rothko zu schreiben, gab er auf Anraten seines akademischen Lehrers John Golding (1919–2012) auf, der ihm riet, sich stattdessen mit dem Werk Clyfford Still zu beschäftigen. Obwohl Anfam sich mehr für Rothko interessierte und bereits versucht hatte, Briefkontakt zu dessen Familie aufzunehmen, flog er 1977 in die USA, um Still, der während einer Periode seines Lebens eng mit Rothko befreundet gewesen war, aufzusuchen, zu befragen und auf diesem Umweg sich doch dem Thema Rothko zu nähern. Anfam schrieb an Freunde von Still, seine Sammler und an Stills Schüler – darunter Jon Schueler (1916–1992) und Ernest Briggs (1923–1984) – ein Treffen mit Clyfford Still, der bekannt dafür war, keine Interviews zu geben, kam jedoch nie zustande.
1984 beendete er in England seine Dissertation, gab einzelne Vorlesungen am Courtauld Institute und am University College London, Bemühungen um eine feste Stelle an der Universität gestalteten sich jedoch schwierig. Neben seiner sporadischen Vorlesungstätigkeit schlug er sich mit Gelegenheitsjobs durch. In den 1980er Jahren lernte er Nikos Stangos (1936–2004), den Verlagsleiter bei Thames & Hudson kennen, der ihn zum Schreiben seines ersten Buchs The world of Art ermutigte, das später in einer erweiterten Fassung unter dem Titel Abstract Expressionism zu seinem bekanntesten und erfolgreichsten Buch wurde.
1989 begann seine Arbeit am Catalogue raisonné der Gemälde Mark Rothkos. Unterstützt wurde er dabei von Kate Rothko, die er bereits 1977 bei seinem USA-Aufenthalt kennengelernt hatte.
Von 1997 bis 2014 war er Commissioning Editor for Fine Art der Phaidon Press.
Anfam war seit 2006 maßgeblich als Mitglied des Beratungskuratoriums (Museum’s Advisory Committee) an der Planung des Clyfford-Still-Museums beteiligt, übt dort das Amt eines Senior-Curators aus und kuratierte die erste Ausstellung. Anfam ist Experte für Clyfford Still.
Anfam kuratierte auf der 52. Biennale in Venedig 2007 Bill Violas Ocean Without a Shore, in der Kirche San Gallo und zur 56. Biennale 2015 Jackson Pollock’s Mural: Energy Made Visible in der Peggy Guggenheim Collection im Palazzo Venier in Venedig. 2016/17 wurde in der Londoner Royal Academy of Arts die von ihm kuratierte Ausstellung Abstract Expressionism gezeigt.
Anfam starb im August 2024 mit 69 Jahren in London.

## Preise und Auszeichnungen
- 1998: 20th Annual George Wittenborn Memorial Book Award
- 2000: Mitchell Prize for the History of Art
- 2009: Umhoeffer Prize for Achievement in Humanities

## Publikationen  (Auswahl)
Bücher
- Abstract Expressionism. (World of Art series). Thames and Hudson, London, 1990, 2nd ed. 2015. ISBN 978-0-500-20243-2
- Mit Christos M. Joachimides, Norman Rosenthal (Hrsg.): American Art in the 20th Century: Painting and Sculpture 1913–1993. Prestel, München 1993, ISBN 978-3-7913-1261-3
- Franz Kline: Black & White. 1950–1961. Houston, Menil Foundation, 1994. ISBN 978-0-939594-32-0
- Mark Rothko. The Works on Canvas. Yale University Press, New Haven and London, 1998 (sixth printing 2019), ISBN 978-0-300-07489-5.
- Anish Kapoor. Phaidon, London 2009. ISBN 978-0-7148-4369-8
- Clyfford Still. The Hirshhorn Museum and Sculpture Garden. Smithsonian Institution, Washington D. C. 2001. ISBN 978-0-939594-32-0
- Mark Rothko: The Decisive Decade: 1940–1950. Skira Rizzoli, Mailand 2012. ISBN 0-8478-3900-1
- Clyfford Still: The Artist’s Museum. Skira Rizzoli, New York 2012. ISBN 978-0-8478-3807-3
- Philip Guston: Late Paintings. The Royal Botanic Garden Edinburgh, 2012. ISBN 978-1-906129-90-3
- Jackson Pollock’s 'Mural': Energy Made Visible. Thames & Hudson, London and New York, 2015. ISBN 978-0-500-23934-6.
- Abstract Expressionism. Royal Academy of Arts, London 2015. ISBN 978-1-912520-39-8
- Clyfford Still – The Late Works. Rizzoli, New York 2020. ISBN 978-0-8478-6860-5.
- Mit Michel Gauthier, Stach Szablowski: Stefan Gierowski. Skira, Mailand, 2021. ISBN 978-88-572-4482-2

Anfam veröffentlicht regelmäßig Artikel in The Burlington Magazine.
Filme
- 2000: Rothko’s Rooms.[5]